# Chị đẹp mua cơm ngon cho tôi
Chị đẹp mua cơm ngon cho tôi (tiếng Hàn: 밥 잘 사주는 예쁜 누나; Romaja: Bam Jal Sajuneun Yeppeun Nuna; tiếng Anh: Something in the Rain) là một bộ phim truyền hình Hàn Quốc tình cảm, lãng mạn, nhẹ nhàng được sản xuất năm 2018 của đạo diễn Ahn Pan-seok với sự tham gia của Son Ye-jin và Jung Hae-in. Bộ phim đánh dấu sự trở lại màn ảnh nhỏ của Son Ye-jin sau 5 năm. Bộ phim được phát sóng trên kênh JTBC vào lúc 23:00 (KST) vào thứ Sáu và thứ Bảy hàng tuần từ ngày 30 tháng 3 năm đến ngày 19 tháng 5 năm 2018. Đồng thời, bộ phim cũng được Netflix mua bản quyền và phát sóng.

## Nội dung
Chị đẹp mua cơm ngon cho tôi là câu chuyện tình yêu lãng mạn của cô gái Yoon Jin Ah (Son Ye Jin) - một phụ nữ độc thân ngoài 30 làm giám sát một thương hiệu cà phê nhượng quyền. Tính tình thân thiện, hòa đồng nhưng cô lại luôn cảm thấy trống rỗng khi ở độ tuổi này vẫn chưa có một mối tình với một chàng trai nào cả, và Joon-hee (Jung Hae-in) ở độ tuổi 20 - một nhà thiết kế nhân vật tại một công ty trò chơi trên máy tính. Sau khi anh trở về từ nước ngoài, anh đã gặp lại Jin-ah - người bạn thân nhất với chị gái của Joon-hee từ khi còn nhỏ. Các tập phim mang đến một cái nhìn sâu sắc về cách họ yêu nhau, đấu tranh với sự chênh lệch tuổi tác của họ và tìm thấy can đảm để công khai mối quan hệ của họ với mọi người xung quanh.

## Diễn viên

### Vai chính
- Son Ye-jin vai Yoon Jin-ah

Một người phụ nữ độc thân ở độ tuổi 35, là một giám sát viên cửa hàng trong một cửa hàng cà phê. Mặc dù là một người hoà đồng và thân thiện nhưng Jin-ah sống một cuộc sống khá ảm đạm nếu không muốn nói là buồn tẻ. Điều này đã khiến cho Jin-Ah luôn mang tâm trạng trống rỗng. Trải qua cuộc tình với người bạn trai trước do bố mẹ sắp đặt, cô dần mất tự tin hơn với bản thân và đã quyết định không yêu đương trong một thời gian khá dài cho tới khi cô gặp lại cậu em của bạn mình. Đó cũng là người con trai khá thân thiết với cô trong khoảng thời gian trước khi đi du học của cậu ấy. Ở bên cạnh người con trai này, Jin-ah đột nhiên cảm nhận được những cảm xúc lãng mạn và tình yêu đã dần chớm nở giữa hai người. Nếu như nói có ngọn lửa tình yêu trong tim Jin-ah thì đó chính là ngọn lửa do chàng trai Joon-hee nhen nhóm và gìn giữ để mang lại tình yêu trọn vẹn cho cô, người phụ nữ đang dần trở nên chán nản với cuộc sống hiện tại của cô ấy.
- Jung Hae-in vai Seo Joon-hee

Em trai của Kyung-seon bạn thân của Jin-ah - một nhà thiết kế nhân vật tại một công ty trò chơi điện tử. Cậu trở về Hàn Quốc sau khoảng thời gian du học và làm việc ở nước ngoài sau ba năm. Tại đây, Joon-hee gặp lại người chị thân thiết là bạn thân của chị gái mình và ở bên cạnh cô ấy, cậu dần định hình rõ ràng hơn cảm xúc của mình dành cho người con gái xinh đẹp đó (Chị đẹp của cậu) và đã chủ động theo đuổi chị đẹp như một mối tình nam nữ đường đường chính chính.

### Vai phụ
- Jang So-yeon vai Seo Kyung-seon

Chị gái của Joon-Hee và là cô bạn thân nhất của Jin-ah, người điều hành một quán cà phê.
- Wi Ha-joon vai Yoon Seung-ho,[10] em trai của Jin-ah và bạn thân của Joon-hee.
- Gil Hae-yeon vai Kim Mi-yeon, mẹ của Jin-ah
- Oh Man-seok vai Yoon Sang-ki, bố của Jin-ah
- Yoon Jong-suk vai Kim Seung-chul,[11] bạn đại học của Joon-hee
- Jung Yoo-jin vai Kang Se-young
- Cho Soo-hyang vai bạn của Joon Hee
- Joo Min-kyung vai Geum Bo-ra
- Lee Joo-young vai Lee Ye-eun
- Lee Hwa-ryong vai Gong Cheol-goo
- Seo Jeong-yeon vai Jung Young-in
- Lee Chang-hoon vai Choi Joong-mo
- Park Hyuk-kwon vai Nam Ho-gyun
- Kim Jong-tae vai Jo Kyung-sik
- Oh Ryong vai Lee Gyu-min
- Jang Won-hyung vai Kim Dong-woo

## Sản xuất
Buổi đọc kịch bản đầu tiên được diễn ra vào ngày 25 tháng 1 năm 2018 tại trụ sở của JTBC ở Sangam-dong.
Tập 1 có thời lượng dài tới 80 phút, trong khi tất cả các tập khác vẫn có thời lượng khoảng 65 phút như cũ và nó cũng được phát sóng vào 22:45 thay vì 23:00 (KST) như thường lệ.
Do kết quả của bộ phim nhận được tỷ suất người xem cao, kỳ nghỉ thưởng ba ngày tới Nhật Bản đã được trao cho các diễn viên và đoàn làm phim được lên kế hoạch từ ngày 29 đến 31 tháng 5 năm 2018.

## Nhạc phim

### Phần 1
| Phát hành vào 13 tháng 4 năm 2018 | Phát hành vào 13 tháng 4 năm 2018 | Phát hành vào 13 tháng 4 năm 2018 | Phát hành vào 13 tháng 4 năm 2018 | Phát hành vào 13 tháng 4 năm 2018 | Phát hành vào 13 tháng 4 năm 2018 |
| STT                               | Nhan đề                           | Phổ lời                           | Phổ nhạc                          | Nghệ sĩ                           | Thời lượng                        |
| --------------------------------- | --------------------------------- | --------------------------------- | --------------------------------- | --------------------------------- | --------------------------------- |
| 1.                                | "Something in the Rain"           | Rachael Yamagata                  | Lee Nam-yeon (이남연)             | Rachael Yamagata                  | 4:56                              |

### Phần 2
| Phát hành vào 20 tháng 4 năm 2018 | Phát hành vào 20 tháng 4 năm 2018 | Phát hành vào 20 tháng 4 năm 2018 | Phát hành vào 20 tháng 4 năm 2018 | Phát hành vào 20 tháng 4 năm 2018 | Phát hành vào 20 tháng 4 năm 2018 |
| STT                               | Nhan đề                           | Phổ lời                           | Phổ nhạc                          | Nghệ sĩ                           | Thời lượng                        |
| --------------------------------- | --------------------------------- | --------------------------------- | --------------------------------- | --------------------------------- | --------------------------------- |
| 1.                                | "La La La"                        | Lee Nam-yeon (이남연)             | Lee Nam-yeon (이남연)             | Rachael Yamagata                  | 3:40                              |

## Tỷ suất lượt xem
| Mùa | Mùa | Số tập | Số tập | Số tập | Số tập | Số tập | Số tập | Số tập | Số tập | Số tập | Số tập | Số tập | Số tập | Số tập | Số tập | Số tập | Số tập | Trung bình |
| Mùa | Mùa | 1      | 2      | 3      | 4      | 5      | 6      | 7      | 8      | 9      | 10     | 11     | 12     | 13     | 14     | 15     | 16     | Trung bình |
| --- | --- | ------ | ------ | ------ | ------ | ------ | ------ | ------ | ------ | ------ | ------ | ------ | ------ | ------ | ------ | ------ | ------ | ---------- |
|     | 1   | 0.831  | 0.813  | 0.890  | 1.133  | 1.210  | 1.370  | 1.281  | 1.171  | 1.487  | 1.389  | 1.166  | 1.242  | 1.141  | 1.682  | 1.292  | 1.600  | 1.231      |

| Tập. | Ngày phát sóng      | Tỷ lệ người xem trung bình | Tỷ lệ người xem trung bình | Tỷ lệ người xem trung bình | Tỷ lệ người xem trung bình |
| Tập. | Ngày phát sóng      | AGB Nielsen                | AGB Nielsen                | TNmS                       |                            |
| Tập. | Ngày phát sóng      | Toàn quốc                  | Seoul                      | Toàn quốc                  |                            |
| --- | ------------------- | -------------------------- | -------------------------- | -------------------------- | -------------------------- |
| 1 | 30 tháng 3 năm 2018 | 4.008%                     | 4.239%                     | 3.8%                       |                            |
| 2 | 31 tháng 3 năm 2018 | 3.752%                     | 4.177%                     | 4.8%                       |                            |
| 3 | 6 tháng 4 năm 2018  | 4.222%                     | 4.621%                     | 4.4%                       |                            |
| 4 | 7 tháng 4 năm 2018  | 4.756%                     | 5.434%                     | 5.9%                       |                            |
| 5 | 13 tháng 4 năm 2018 | 5.134%                     | 6.001%                     | 5.4%                       |                            |
| 6 | 14 tháng 4 năm 2018 | 6.187%                     | 7.069%                     | 6.5%                       |                            |
| 7 | 20 tháng 4 năm 2018 | 5.322%                     | 6.202%                     | 6.4%                       |                            |
| 8 | 21 tháng 4 năm 2018 | 5.499%                     | 5.936%                     | 5.7%                       |                            |
| 9 | 27 tháng 4 năm 2018 | 6.177%                     | 6.769%                     | 5.9%                       |                            |
| 10 | 28 tháng 4 năm 2018 | 5.757%                     | 6.713%                     | 6.6%                       |                            |
| 11 | 4 tháng 5 năm 2018  | 5.637%                     | 7.018%                     | 5.9%                       |                            |
| 12 | 5 tháng 5 năm 2018  | 5.520%                     | 6.320%                     | 6.1%                       |                            |
| 13 | 11 tháng 5 năm 2018 | 5.564%                     | 6.598%                     | 5.4%                       |                            |
| 14 | 12 tháng 5 năm 2018 | 7.281%                     | 8.313%                     | 6.3%                       |                            |
| 15 | 18 tháng 5 năm 2018 | 5.883%                     | 6.486%                     | 5.7%                       |                            |
| 16 | 19 tháng 5 năm 2018 | 6.787%                     | 7.661%                     | 7.1%                       |                            |
| Trung bình | Trung bình          | 5.468%                     | 6.222%                     | 5.7%                       |                            |
| - Trong bảng trên đây, số màu xanh biểu thị cho tỷ lệ người xem thấp nhất và số màu đỏ biểu thị cho tỷ lệ người xem cao nhất. - Bộ phim này được phát sóng trên truyền hình cáp/trả phí, thông thường có một số lượng khán giả tương đối nhỏ so với kênh miễn phí/đại trà như (KBS, SBS, MBC và EBS). |                     |                            |                            |                            |                            |

## Giải thưởng và đề cử
| Năm  | Giải thưởng                                 | Hạng mục                                | Đề cử                 | Kết quả   | Chú thích.    |
| ---- | ------------------------------------------- | --------------------------------------- | --------------------- | --------- | ------------- |
| 2018 | 11th Korea Drama Awards                     | Nam diễn viên mới xuất sắc nhất         | Wi Ha-joon            | Đề cử     | [ 16 ]        |
| 2018 | Seoul International Drama Awards lần thứ 13 | Excellence Award for Korean Drama       | Something in the Rain | Đoạt giải | [ 17 ] [ 18 ] |
| 2018 | Seoul International Drama Awards lần thứ 13 | Nữ diễn viên Hàn Quốc xuất sắc          | Son Ye-jin            | Đoạt giải | [ 17 ] [ 18 ] |
| 2018 | 6th APAN Star Awards                        | Grand Prize (Daesang)                   | Son Ye-jin            | Đề cử     | [ 19 ] [ 20 ] |
| 2018 | 6th APAN Star Awards                        | Excellence Award, Actor in a Miniseries | Jung Hae-in           | Đoạt giải | [ 19 ] [ 20 ] |
| 2018 | 6th APAN Star Awards                        | Nữ diễn viên phụ xuất sắc nhất          | Jang So-yeon          | Đoạt giải | [ 19 ] [ 20 ] |
| 2018 | 6th APAN Star Awards                        | Giải thưởng K-Star, Nam diễn viên       | Jung Hae-in           | Đoạt giải | [ 19 ] [ 20 ] |
| 2018 | The Seoul Awards lần thứ 2                  | Nữ diễn viên xuất sắc nhất              | Son Ye-jin            | Đề cử     | [ 21 ]        |
| 2018 | The Seoul Awards lần thứ 2                  | Nam diễn viên mới xuất sắc nhất         | Jung Hae-in           | Đề cử     | [ 21 ]        |
| 2018 | The Seoul Awards lần thứ 2                  | Giải thưởng nổi tiếng, Nam diễn viên    | Jung Hae-in           | Đoạt giải | [ 21 ]        |
| 2018 | The Seoul Awards lần thứ 2                  | Giải thưởng Nghệ sĩ Hallyu              | Jung Hae-in           | Đoạt giải | [ 21 ]        |
| 2018 | Korea Contents Awards                       | Presidential Commendation               | Something in the Rain | Đoạt giải |               |
| 2019 | Asian Television Awards lần thứ 23          | Series Drama xuất sắc nhất              | Something in the Rain | Đoạt giải | [ 22 ] [ 23 ] |
| 2019 | Asian Television Awards lần thứ 23          | Đạo diễn xuất sắc nhất                  | Ahn Pan-seok          | Đề cử     | [ 22 ] [ 23 ] |
| 2019 | Asian Television Awards lần thứ 23          | Nữ diễn viên xuất sắc nhất              | Son Ye-jin            | Đề cử     | [ 22 ] [ 23 ] |